# Federal Art Project

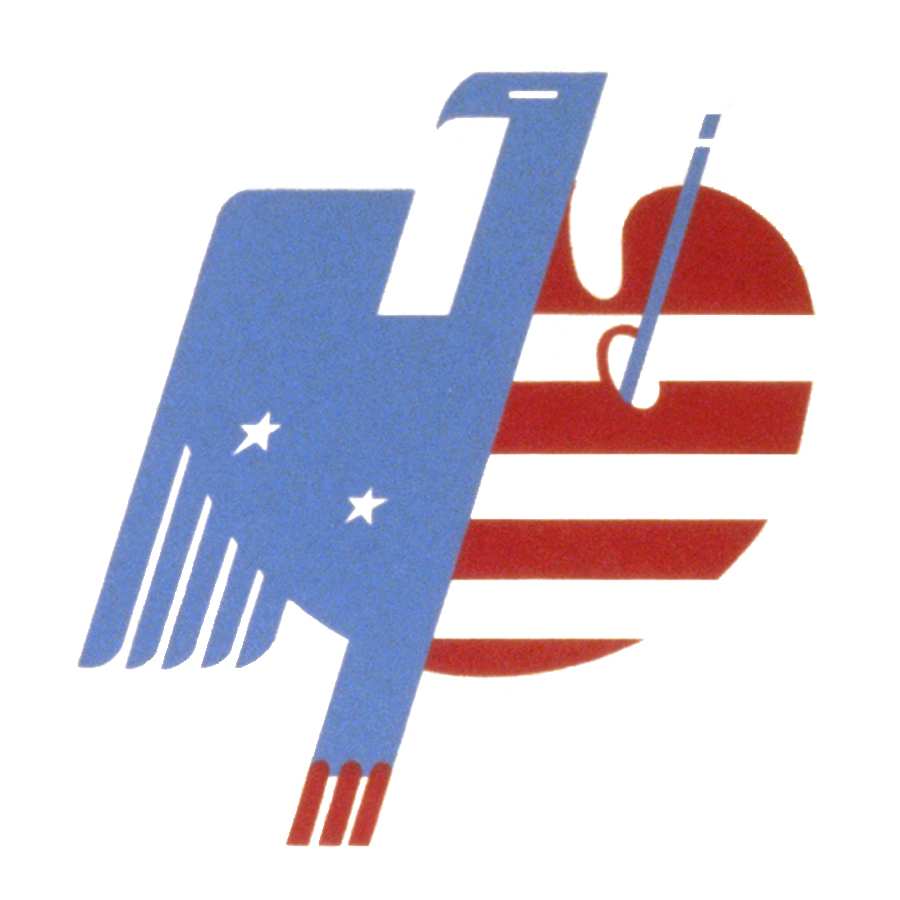
Logo des Federal Art Project: Adler- und Paletten-Design (1939)

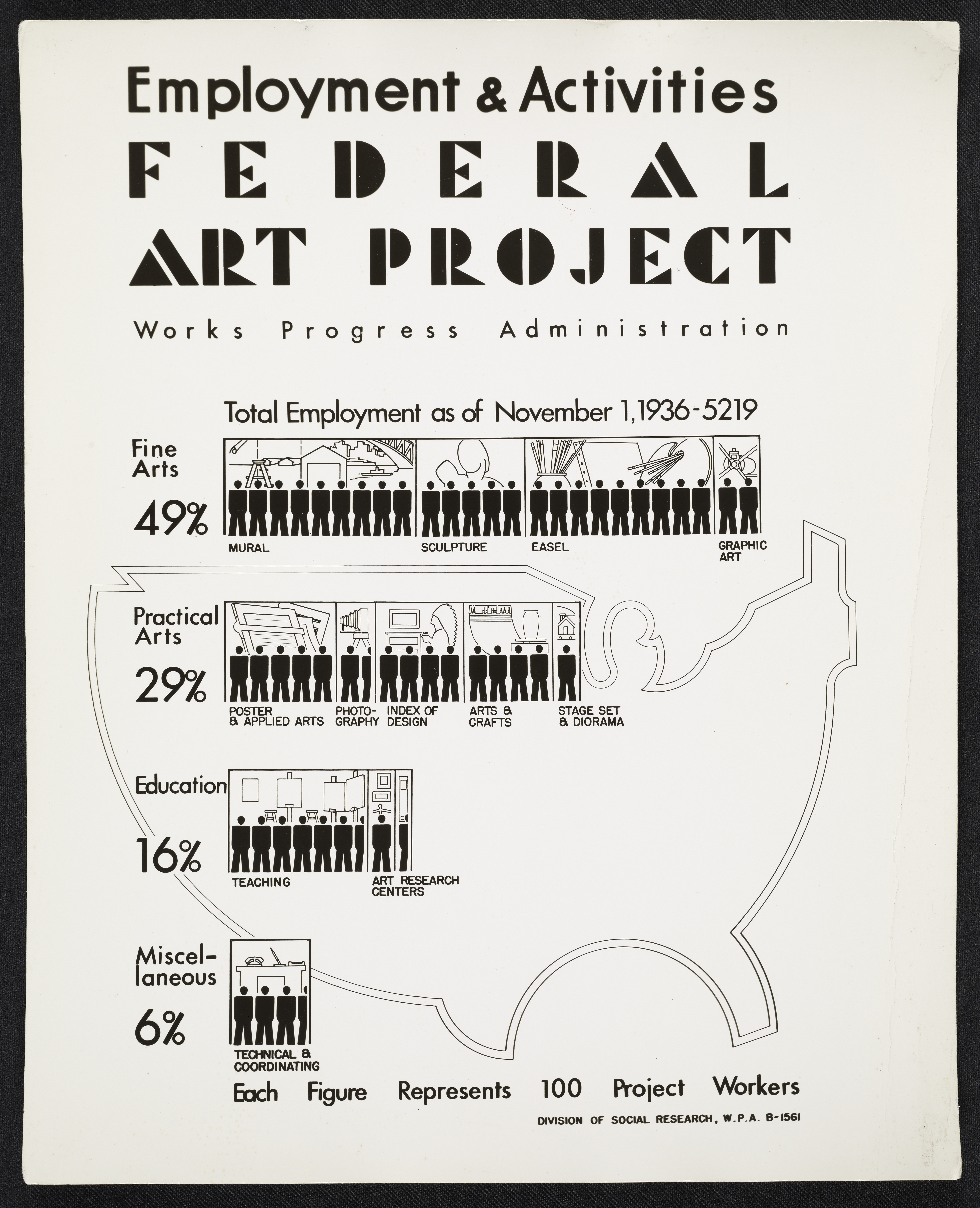
Archives of American Art: Poster zu Beschäftigung und Aktivitäten für das Federal Art Project (FAP) der Works Progress Administration (WPA)

Das Federal Art Project (FAP) war ein Teilprojekt der Works Progress Administration (WPA) in den Vereinigten Staaten, das zwischen 1935 und 1943 zur Unterstützung arbeitsloser Künstler im Rahmen der staatlichen Arbeitsbeschaffungsprogramme der New-Deal-Politik von Präsident Franklin D. Roosevelt durchgeführt wurde.

## Entstehung
Die Works Progress Administration  wurde 1935 gegründet, um in der Zeit der Weltwirtschaftskrise Arbeitsplätze zu schaffen. Das Federal Art Project entstand wenige Monate später als deren Unterabteilung zur Förderung bildender Künstler. Vorgängerprojekte waren das nur ein Jahr bestehende Public Works of Art Project (PWAP, 1933–1934) sowie die Treasury Department Section of Painting and Sculpture (ab 1934). Bewerber für das Federal Art Project mussten zunächst den Nachweis der Bedürftigkeit durch die Beantragung von Home Relief erbringen und Arbeitsproben einreichen. Genehmigte Künstler erhielten etwa 24 US-Dollar wöchentlich. Bereits kurz nach dem Start waren über 1100 Künstler beteiligt, darunter Stuart Davis, Jackson Pollock und Arshile Gorky.

## Ideen und Errungenschaften
Eines der Hauptziele des Federal Arts Project war es, anschauliche Kunstwerke zu schaffen, die gemeinsame Werte und den Fortschritt Amerikas zum Ausdruck brachten. Abgebildet wurden unter anderem technologische Wunderwerke, fruchtbares Ackerland, das Leben in Kleinstädten sowie die Lebendigkeit der Großstädte. Darüber hinaus hoffte das Programm, die Rolle der Kunst im öffentlichen Leben zu stärken und Künstler enger mit dem amerikanischen Alltag zu verbinden. Das Federal Art Project bevorzugte realistische Stile wie den sozialen Realismus und den Regionalismus, wenngleich einige jüngere Maler in ihren Wandbildentwürfen auch abstraktere Werke schaffen konnten. Das Federal Art Project ermöglichte es vielen Künstlern, zum ersten Mal ausschließlich als Künstler zu arbeiten, ohne Nebenjobs annehmen zu müssen. Die in verschiedenen Stilen geschaffenen Kunstwerke wurden in Form von Wandbildern, Gemälden, Fotografien, Plakaten und Skulpturen in Gemeinden und Städten im ganzen Land ausgestellt. Laut den beteiligten jüngeren Künstlern war einer der folgenreichsten Aspekte des Projekts das Gemeinschaftsgefühl, das es förderte. Da sie jede Woche ihre Gehaltsschecks im Büro des Federal Art Project abholten, sich dort kennenlernten und teilweise in Teams (Wandmalerei) arbeiteten, fühlten sie sich nicht mehr isoliert, sondern es entwickelte sich ein Kameradschaftsgefühl. Ohne dieses Gemeinschaftsgefühl wäre die Entstehung des Abstrakten Expressionismus – einer der bedeutendsten Strömungen der amerikanischen modernen Kunst – kaum vorstellbar gewesen.

## Organisation und Arbeitsbereiche
Der Federal Art Project gliederte sich in verschiedene Abteilungen:
- Mural Division: Gestaltung großformatiger Wandbilder, oft vor Ort oder auf transportablen Leinwänden, beeinflusst von den mexikanischen Muralisten (Wandmalern) Diego Rivera, José Clemente Orozco und David Siqueiros.
- Easel Division: Anfertigung von Staffeleibildern im Atelier, mit regelmäßiger Abgabe an die Works Progress Administration

Weitere Bereiche umfassten Fotografie, Druckgrafik, Kunsthandwerk und Grafikdesign.

## Leitung und Projekte

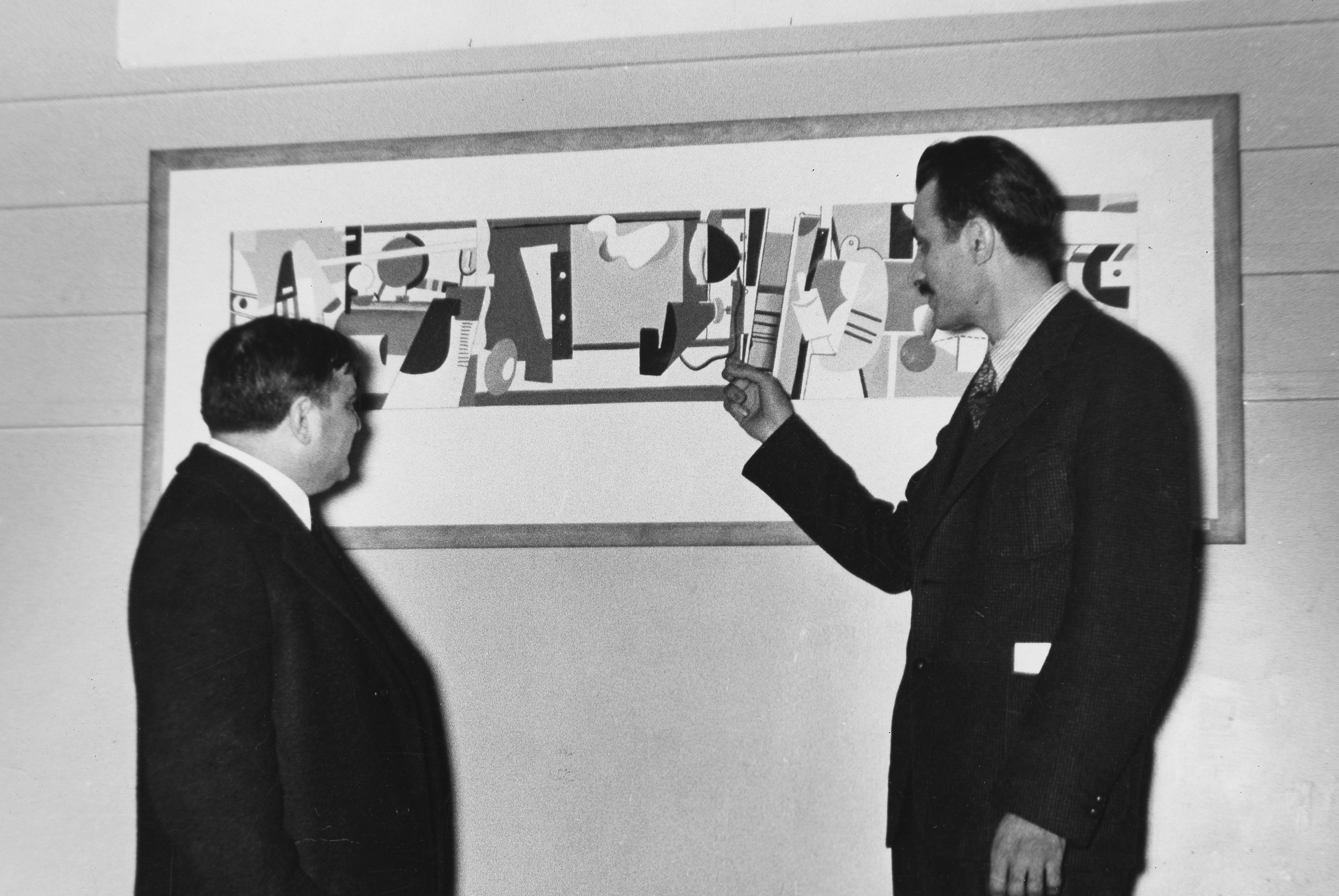
Archives of American Art – Arshile Gorky und Fiorello La Guardia (von 1934 bis 1945 Bürgermeister von New York City) bei der Eröffnung der Federal Art Gallery am 27. Dezember 1935

Leiter des Federal Art Project war der Isländisch-amerikanischer Kurator Holger Cahill. Neben der Kunstproduktion wurden auch die kunstwissenschaftliche Forschung und die Vermittlung von Kunst gefördert. Bedeutend war das Projekt Index of American Design, eine umfangreiche Dokumentation amerikanischer Sachkultur vom Kolonialzeitalter bis ins 19. Jahrhundert mit rund 18.000 Darstellungen in Aquarelltechnik. Am 27. Dezember 1935 eröffnete in New York City die Federal Art Project Gallery. 1936 organisierte das Museum of Modern Art die Ausstellung New Horizons in American Art mit Arbeiten aus dem ersten Federal Art Project-Jahr. 1936 beschäftigte das Federal Art Project etwa 6000 Künstler. Ab Sommer 1937 galt eine Bestimmung, nach der nur noch US-Staatsbürger teilnehmen durften. Dies führte zum Ausscheiden nicht eingebürgerter Künstler wie Willem de Kooning; andere wie Arshile Gorky setzten ihre Arbeit zunächst fort oder traten nach Einbürgerung erneut bei.

## Niedergang und Auflösung
Ende der 1930er Jahre wuchs die politische Kritik am Federal Art Project, begleitet von Kommunismusvorwürfen. Ab Januar 1939 kam es zu Entlassungen. Mit dem Eintritt der USA in den Zweiten Weltkrieg 1941 wurden Teile des Projekts in den War Services weitergeführt, etwa für Tarnanstriche, Ausbildungsunterlagen und Kunstunterricht für Soldaten. Das Federal Art Project wurde am 30. Juni 1943 offiziell aufgelöst. Im Dezember 1943 versteigerte die Regierung in New York gelagerte Federal Art Project-Kunstwerke – meist in Kilopreisen – an Privatkäufer.

## Leistungen und Nachwirkung
Unter dem Federal Art Project entstanden fast 200.000 Kunstwerke, darunter Gemälde, Wandbilder, Fotografien und Drucke. Viele wurden in öffentlichen Gebäuden, Postämtern und Gemeindezentren gezeigt. Das Projekt trug zur Demokratisierung des Zugangs zur Kunst bei und bot jungen Künstlern in New York City eine Basis, aus der in den 1940er- und 1950er-Jahren maßgebliche Strömungen der modernen Kunst hervorgingen.